# Awadeya Mahmoud

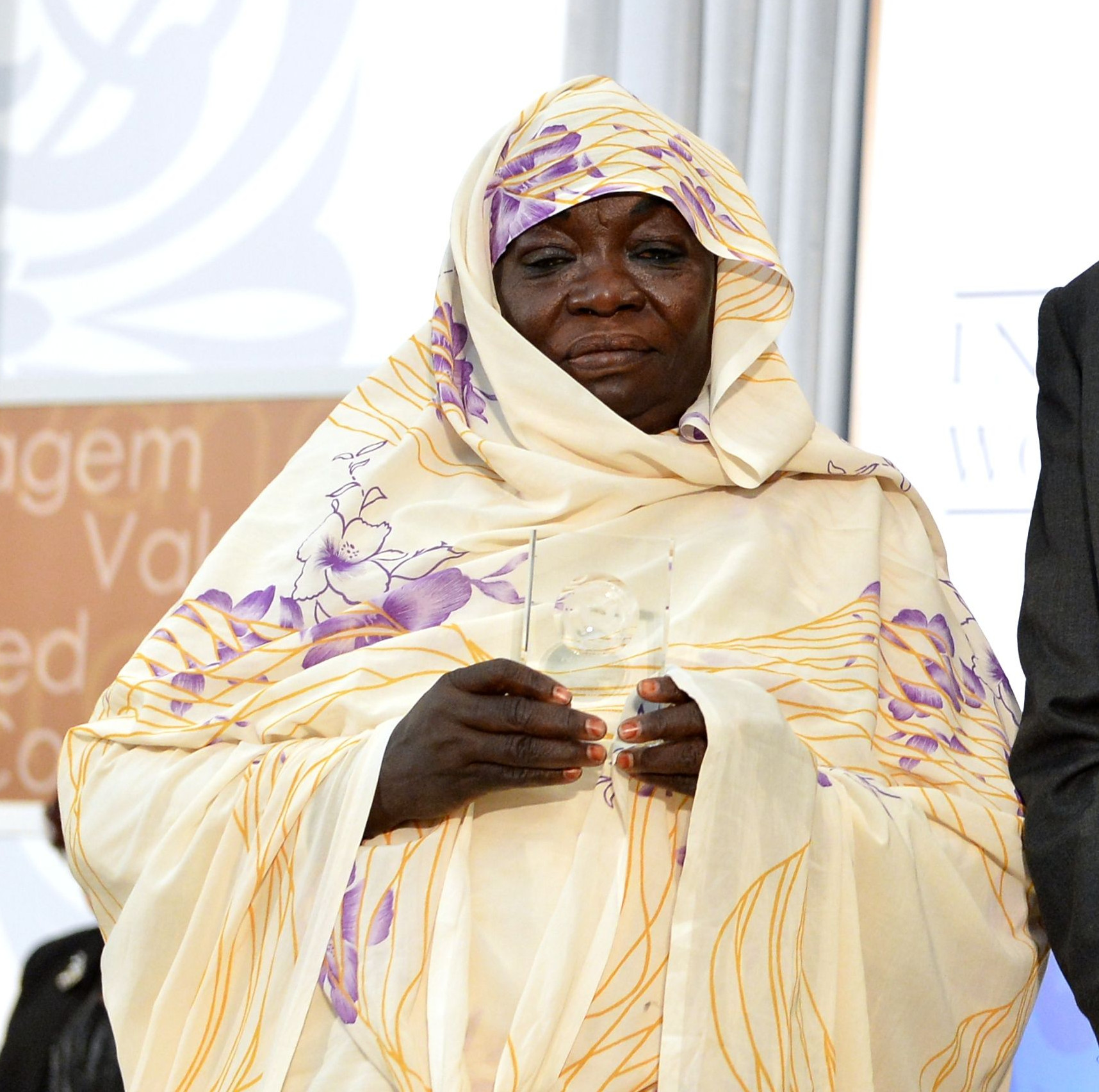
Mahmoud tại lễ trao giải cho giải thưởng Women of Courage của cô

Awadeya Mahmoud (tiếng Ả Rập: عوضية محمود ) là một phụ nữ Sudan tiêu biểu và là người sáng lập, kiêm Chủ tịch Thực phẩm cho phụ nữ và Hợp tác xã bán chè và phụ nữ đa mục đích hợp tác với bang Khartoum, Sudan. Vào ngày 28 tháng 03 năm 2016, Bộ Ngoại giao Hoa Kỳ đã quyết định vinh danh cô là một trong những người nhận Giải thưởng Phụ nữ Can đảm Quốc tế 2016.

## Sự nghiệp
Awadeya Mahmoud sinh năm 1963 tại Sudan, vùng Nam Kordofan và sau một cuộc xung đột ở nước này, gia đình cô chuyển đến Khartoum. Sau đó, cô kết hôn và năm 1986 bắt đầu bán trà để kiếm sống. Đây là một nghề nghiệp thấp nhưng cô cần phải hỗ trợ gia đình. Năm 1990, cô bắt đầu thiết lập một Hợp tác xã cung cấp trợ giúp pháp lý và hỗ trợ cho các thành viên của nó. Tổ chức được gọi là Hợp tác xã của những người bán trà và thực phẩm dành cho phụ nữ và Hợp tác xã đa mục đích của phụ nữ.
Thông qua Văn phòng Hợp tác xã, một phương tiện hợp pháp hiện có thể được tài trợ để chống lại Chính quyền khi họ tịch thu thiết bị của các thành viên (chủ yếu là phụ nữ) để bán trà và thực phẩm trên đường phố. Mọi chuyện không suôn sẻ và cô phải ngồi tù 04 năm sau khi cô và những hội viên của mình mắc nợdo đầu tư kém hiệu quả. Sau khi được trả tự do, cô tiếp tục hỗ trợ phụ nữ và Hợp tác xã để mở rộng tới 8.000 thành viên ở Khartoum. Tổ chức này tiếp tục khẳng định vai trò đại diện cho phụ nữ bị di dời bởi cuộc xung đột ở Darfur và Two Areas.
Vào ngày 28 tháng 03 năm 2016, Bộ Ngoại giao Hoa Kỳ đã quyết định chọn cô là một trong 14 người nhận Giải thưởng Phụ nữ Can đảm Quốc tế cho năm 2016. Phát biểu tại lễ trao giải, Cô nói sẽ quay trở lại với công việc của mình sau khi nhận giải thưởng mặc dù cô có ý định mở rộng công việc của mình bên ngoài Khartoum.